# 염국보
염국보(廉國寶, ? - 1388년)는 고려시대의 문신, 학자, 정치인이다. 서원부원군 염제신의 아들이자 권신 염흥방, 염정수의 형이고 조선의 개국공신 정희계의 처남이다. 공민왕의 후궁 신비 염씨의 친정오빠이기도 하다. 1388년 동생 염흥방, 염정수에 연루되어 화를 당한다. 그는 명나라의 3년 복제를 한반도에 처음 도입하였다. 호(號)는 국파(菊坡)이다. 본관은 파주(坡州)이고, 경기도 출신이다.

## 생애
염국보(廉國寶)는 정승 염제신(廉悌臣)의 맏아들이며 고려의 문신이자 성리학자였다. 성인이 된 후에 호(號)를 국파(菊坡)라 하였으며, 1355년(공민왕 4년) 문과에 급제한 후 예문관 대제학(藝文館大提學)·지춘추관사(知春秋館事)를 거쳐 지공거(知貢擧)로서 여러 번 과거 시험을 주관하여 인재들을 많이 선발하였고, 조선 초기의 학자로 활동하는 변계량(卞季良) 등을 발탁하였다. 그는 명나라의 3년 복제를 초상 때 입는 복제로 최초로 도입하였다.
추충보절공신(推忠保節功臣)·삼중대광(三重大匡) 예문관대제학(藝文館大提學)을 지내고 서성군(瑞城君)에 봉(封)해졌다. 그 후 둘째 동생 염흥방(廉興邦)에 의해 1388년(우왕 14년) 살해되었다.

### 사후
묘는 경상북도 영천군 금호읍 약남동 산에 안장되었다.
사후 나주(羅州) 금강서원(錦江書院)·자인(慈仁) 귀연사(龜淵祠)에 제향(祭享)되었다. 강화 냉정면의 강화사단(江華祀壇), 나주 충경서원(忠敬書院), 보령 수현사, 보성 청계영당(淸溪影堂), 청도 구연사 등지에서도 매년 제향(祭享)된다.

## 평가
성품이 원만, 온화하고 부모에 대한 효성(孝誠)이 지극했으며 학문(學問)이 높았다.

## 가계
- 아버지 : 염제신(廉悌臣, 1304~1382)
- 어머니 : 진한국대부인 안동 권씨(辰韓國大夫人安東權氏)
  - 대장군 : 염국보(廉國寶 ? ~1388)
  - 동생 : 염흥방(廉興邦, ? ~ 1388년)
  - 동생 : 염정수(廉廷秀)
  - 여동생 : 신비 염씨
  - 여동생 : 서원부부인 염씨(西原府夫人 廉氏)

## 같이 보기
- 염제신
- 염흥방
- 염정수
- 임견미
- 정희계
- 신비 염씨
- 우왕
- 최영
- 이만
- 이성계